# Cimarron (rzeka)
Cimarron – rzeka w środkowej części Stanów Zjednoczonych o długości 1123 km.
Źródła tej rzeki znajdują się w Górach Skalistych, a uchodzi ona do rzeki Arkansas.
Główne dopływy rzeki to:
- Crooked Creek,
- North Fork C[1].

Większe miasta nad rzeką to:
- Guthrie,
- Kingfisher,
- Fairview,
- Yale.